# Eve Arden
Eve Arden (Mill Valley, 30 april 1908 - Los Angeles, 12 november 1990), geboren als Eunice Mary Quedens, was een Amerikaans actrice.
Arden verliet haar school op 16-jarige leeftijd om het theater in te gaan. Na kleine filmrollen in Song of Love (1929) en Dancing Lady (1933), kreeg ze in 1934 succes op Broadway.
Arden werd in 1937 voor het eerst opgemerkt, toen ze te zien was in Stage Door. Ze is waarschijnlijk het meest bekend van haar rol in Mildred Pierce (1945), waarin ze naast Joan Crawford te zien was. Hiervoor werd ze genomineerd voor een Academy Award voor Beste Vrouwelijke Bijrol. Succes in een latere carrière kreeg ze in Anatomy of a Murder (1959) en Grease (1978).
Ondanks een brede filmografie was Arden voornamelijk bekend vanwege haar radiowerk. Daarnaast was ze van 1952 tot en met 1956 te zien in de televisieserie Our Miss Brooks.
Arden stierf in 1990 aan kanker.
- Bibsys: 8067953
- Biblioteca Nacional de España: XX5045927
- Bibliothèque nationale de France: cb13929926w (data)
- Gemeinsame Normdatei: 118847864
- International Standard Name Identifier: 0000 0000 7839 651X
- Library of Congress Control Number: n79011883
- MusicBrainz: b4f6c934-0e99-4273-9545-b0f0170c0614
- Nationale Bibliotheek van Israël: 987007424533605171
- SNAC: w6jd6097
- Système universitaire de documentation: 061029238
- Virtual International Authority File: 79168785
- WorldCat: E39PBJyRv3fH8J99HHxmwf4cyd